# گابریل تریفو
گابریل تریفو (رومانیایی: Gabriel Trifu؛ زادهٔ ۱۴ آوریل ۱۹۷۵) یک تنیس‌باز اهل رومانی است.